# Mazelov
Mazelov település Csehországban, a České Budějovice-i járásban. Mazelov Smržov, Ševětín, Lišov, Neplachov, Dynín és Záblatí településekkel határos. Lakosainak száma 245 fő (2024. január 1.).

## Népesség
A település lakosságának változását az alábbi diagram mutatja:
| Lakosok száma | 383  | 382  | 380  | 292  | 244  | 211  | 219  | 204  | 227  | 245  |
|               | 1869 | 1890 | 1921 | 1950 | 1980 | 2001 | 2017 | 2019 | 2022 | 2024 |